# Tigrioides luzonensis
Tigrioides luzonensis är en fjärilsart som beskrevs av William Schaus 1922. Tigrioides luzonensis ingår i släktet Tigrioides, och familjen björnspinnare. Inga underarter finns listade i Catalogue of Life.